# Brochis multiradiatus
Brochis multiradiatus és una espècie de peix de la família dels cal·líctids i de l'ordre dels siluriformes que es troba a Sud-amèrica: conca occidental del riu Amazones.
És un peix d'aigua dolça i de clima tropical (21 °C-24 °C). Els mascles poden assolir 6,7 cm de longitud total.